# Hovins kommun
Hovins kommun (norska: Hovin kommune) var en kommun i Telemark fylke i södra Norge. Kommunen omfattade den sydöstra delen av nuvarande Tinns kommun (Hovins socken) samt ett område i den nordligaste delen av nuvarande Notoddens kommun (Rudsgrend). Byn Hovin utgjorde kommunens centralort.

## Administrativ historik
Hovins kommun upprättades den 1 januari 1886 genom utbrytning ur Gransherads kommun. Kommunen hade 885 invånare vid upprättandet.
Den 24 mars 1903, genom kunglig resolution, överfördes ett obebott område från Tinns kommun till Hovins kommun.
Den 1 januari 1964 upplöstes kommunen och delades. Huvuddelen (med 461 invånare) fördes till Tinns kommun medan Rudsgrend (med 21 invånare) fördes, tillsammans med Heddals kommun och en del av Gransherads kommun, till Notoddens kommun. Kommunen hade vid delningen totalt 482 invånare.